# Mill City (Oregón)
Mill City es una ciudad ubicada en el condado de Linn en el estado estadounidense de Oregón. En el año 2000 tenía una población de 1,537 habitantes y una densidad poblacional de 751.2 personas por km².

## Geografía
Mill City se encuentra ubicada en las coordenadas 44°45′7″N 122°28′42″O / 44.75194, -122.47833.

## Demografía
Según la Oficina del Censo en 2000 los ingresos medios por hogar en la localidad eran de $32,321 y los ingresos medios por familia eran $36,736. Los hombres tenían unos ingresos medios de $30,197 frente a los $20,625 para las mujeres. La renta per cápita para la localidad era de $14,595. Alrededor del 13% de la población estaban por debajo del umbral de pobreza.